# Sistema Ambiente de Registro e Rastreamento da Atuação dos Intervenientes Aduaneiros
O Sistema Ambiente de Registro e Rastreamento da Atuação dos Intervenientes Aduaneiros, comumente referido como Sistema Radar, é um sistema informatizado da Secretaria da Receita Federal do Brasil (SRF). O acesso ao sistema foi disponibilizado às unidades aduaneiras da SRF em 21 de agosto de 2002. Essa ferramenta de combate a fraudes concede o acesso em tempo real a informações de natureza aduaneira, contábil e fiscal que permitem a identificação de comportamento e inferência do perfil de risco dos diversos agentes relacionados ao comércio exterior (transportadores, exportadores, importadores, representantes etc).